# Four Tops
De Four Tops is een Amerikaanse muziekgroep van vier rhythm-and-blueszangers die succesvol was in de jaren 60, 70 en 80 van de twintigste eeuw. De formatie bestond oorspronkelijk uit Levi Stubbs (leadzanger), Renaldo "Obie" Benson (baszanger), Lawrence Payton en Abdul "Duke" Fakir. Tijdens het succesvolste gedeelte van hun carrière maakten ze deel uit van de in Detroit gevestigde platenmaatschappij Motown.

## Geschiedenis

### Beginjaren
De Four Tops kennen elkaar al sinds de middelbare school. Daar was het ook dat ze met elkaar begonnen te zingen. Ze begonnen onder de naam The Four Aims. In 1956 kregen ze een contract aangeboden bij Chess Records. Om verwarring te voorkomen met The Ames Brothers kozen ze ervoor hun groepsnaam te wijzigen in Four Tops. Onder contract bij Chess slaagde de groep er niet in door te breken. Een ontmoeting in 1963 met Berry Gordy zou daar verandering in brengen. Hij bood hen een contract aan bij Motown.
In het begin van hun carrière bij de Detroitse platenmaatschappij namen ze voornamelijk jazznummers op voor een workshop van het bedrijf. Ook fungeerden ze als achtergrondkoor bij sommige andere artiesten bij Motown, zoals The Supremes. Toen in 1964 het beroemde songwriterstrio Holland-Dozier-Holland een instrumentaal nummer had geschreven maar niet wist wat ze ermee moesten doen besloten ze er een tekst bij te verzinnen en er een nummer voor de Four Tops van te maken. Dit nummer werd het beroemde Baby I Need Your Loving. Het nummer haalde nummer 11 in de Amerikaanse top 100. Hiermee brak een succesvolle periode voor The Tops aan.

### Succesjaren
Na het grote succes van Baby I Need Your Loving werd besloten dat de Four Tops geen jazz meer hoefden te doen. Ze behoorden nu tot de meest vooraanstaande artiesten van Motown. Voortaan werden er singles voor hen geschreven. Hun volgende twee singles waren Without the One You Love (Live's Not Worth While) (dat op nr. 43 kwam) en Ask the Lonely (op 24). Niet in staat het succes van de eerste hit te continueren leek de groep er niet in te slagen de voorkeurspositie binnen Motown waar te maken, maar de volgende single Can't Help Myself (Sugar Pie, Honey Bunch) leverde hun eerste nummer 1-hit op. Daarna kwamen andere grote hits als It's the Same Old Song en Something about You.
In 1966 schreven Brian Holland, Lamont Dozier en Eddie Holland de tweede nummer 1-hit voor de Four Tops, Reach Out, I'll Be There, hun grootste en meest herkenbare hit. Samen met nummers als My Girl van The Temptations, Baby Love van The Supremes en I Heard It through the Grapevine van Gladys Knight & The Pips en Marvin Gaye is dit nummer nog steeds een van de populairste Motownnummers. Ook na dit nummer bleven de Four Tops hits maken, zoals Standing in the Shadows of Love, Bernadette en 7 Rooms of Gloom. In bijna al deze nummers vormden de vrouwenstemmen van The Andantes het anonieme achtergrondkoor. Hun zang bepaalde eigenlijk net zo zeer de sound als die van de Four Tops zelf. De instrumentale begeleiding was in handen van The Funk Brothers, zoals bij vrijwel alle Motown-opnamen. Ook zij bleven anoniem.
Toen Holland-Dozier-Holland eind 1967 Motown verlieten, moest er voor de Four Tops ander materiaal worden gezocht. Ze gingen zelfs covers zingen van popmuziek, zoals Walk Away Renée van The Left Banke en de Tim Hardin-song If I Were a Carpenter. Toen Motown in 1972 aankondigde te vertrekken naar Los Angeles verlieten ze het label. Ze kregen een contract bij ABC-Dunhill. Daar ging het weer beter met de Four Tops en kregen ze top 10-hits met Keeper of the Castle en Ain't No Woman Like the One I've Got. Na een tijdje droogden ook bij ABC-Dunhill de hits op en ging de carrière van de groep als een nachtkaars uit.

### The Four Tops tot 2024
In de jaren 80 haalden de Four Tops wel weer een paar hit(je)s met bijvoorbeeld het door Lamont Dozier en Phil Collins geschreven Loco in Acapulco, maar hierna namen ze bijna geen platen meer op. In 1990 werden de Four Tops geïntroduceerd in de Rock and Roll Hall of Fame en in 1999 in de Vocal Group Hall of Fame. Dit laatste maakte Lawrence Payton niet meer mee: hij overleed in 1997 aan een hartaanval. Zijn plaats werd ingenomen door Theo Peoples.
Toen in 2000 ook Levi Stubbs niet meer in staat was om op te treden wegens kanker, werd Peoples de nieuwe leadzanger en vulde Ronnie McNeir de lege plek op. Op 1 juli 2005 overleed Renaldo "Obie" Benson na een langdurige ziekte. Zijn plaats werd ingenomen door de zoon van Lawrence, Roquel Payton. Op 17 oktober 2008 overleed Levi Stubbs op 72-jarige leeftijd.
Het laatst overgebleven lid Duke Fakir stierf op 88-jarige leeftijd op 22 juli 2024.

## Discografie
| Jaar | Nummer                                           | US Toplijst |
| ---- | ------------------------------------------------ | ----------- |
| 1964 | Baby I Need Your Loving                          | Nr. 11      |
| 1964 | Without the One You Love (Life's Not Worthwhile) | Nr. 43      |
| 1965 | Ask the Lonely                                   | Nr. 24      |
| 1965 | I Can't Help Myself                              | Nr. 1       |
| 1965 | It's the Same Old Song                           | Nr. 5       |
| 1965 | Something about You                              | Nr. 19      |
| 1966 | Reach Out, I'll Be There                         | Nr. 1       |
| 1966 | Standing in the Shadows of Love                  | Nr. 6       |
| 1967 | Bernadette                                       | Nr. 4       |
| 1967 | 7 Rooms of Gloom                                 | Nr. 14      |
| 1967 | You Keep Running Away                            | Nr. 19      |
| 1968 | Walk Away Renée                                  | Nr. 14      |
| 1968 | If I Were a Carpenter                            | Nr. 20      |
| 1968 | Yesterday's Dreams                               | Nr. 49      |
| 1968 | I'm in a Different World                         | Nr. 51      |
| 1969 | Barbara's Boy                                    |             |
| 1969 | What Is a Man                                    | Nr. 53      |
| 1969 | Don't Let Him Take Your Love from Me             | Nr. 46      |
| 1970 | Still Water (Love)                               | Nr. 11      |
| 1970 | River Deep – Mountain High (met The Supremes)    | Nr. 14      |
| 1970 | Simple Game (van Mike Pinder, Moody Blues        | Nr. 90      |
| 1972 | Keeper of the Castle                             | Nr. 10      |
| 1973 | Ain't No Woman Like the One I've Got             | Nr. 4       |
| 1973 | Are You Man Enough                               | Nr. 15      |
| 1981 | When She Was My Girl                             | Nr. 11      |
| 1981 | Don't Walk Away                                  |             |
| 1988 | Indestructible                                   |             |
| 1989 | Loco in Acapulco                                 |             |

### NPO Radio 2 Top 2000
| Nummers met noteringen in de NPO Radio 2 Top 2000 | '99  | '00  | '01  | '02  | '03  | '04  | '05  | '06  | '07  | '08  | '09  | '10  | '11  | '12  | '13  | '14  |
| ------------------------------------------------- | ---- | ---- | ---- | ---- | ---- | ---- | ---- | ---- | ---- | ---- | ---- | ---- | ---- | ---- | ---- | ---- |
| Bernadette                                        | -    | 1877 | 1758 | 1957 | -    | -    | 1946 | -    | -    | -    | -    | -    | -    | -    | -    | -    |
| If I Were a Carpenter                             | 1478 | 1672 | 1369 | 1731 | 1782 | 1676 | 1549 | 1931 | 1849 | 1722 | -    | 1996 | -    | -    | -    | -    |
| Reach Out, I'll Be There                          | 1020 | 1351 | 1663 | 1557 | 1177 | 1451 | 1489 | 1596 | 1890 | 1556 | 1525 | 1573 | 1959 | 1967 | 1664 | 1898 |

1. ↑  Een '-' betekent dat het nummer niet was genoteerd en een vetgedrukt getal geeft de hoogste notering van een nummer aan.
2. ↑  Deze tabel is bijgewerkt tot en met de laatste editie (2024).